# Elbe-Parey
Elbe-Parey é um município da Alemanha, situado no distrito de Jerichower Land, no estado de Saxônia-Anhalt. Tem 108,64 km² de área, e sua população em 2019 foi estimada em 6.416 habitantes.